# Rehimena cissophora
Rehimena cissophora is een vlinder van de familie van de grasmotten (Crambidae). De wetenschappelijke naam van deze soort is voor het eerst voorgesteld als Entephria cissophora door Alfred Jefferis Turner in een publicatie uit 1908. De spanwijdte bedraagt ongeveer 2 centimeter.
De soort komt voor in Papoea-Nieuw-Guinea en  Australië (Queensland, Nieuw-Zuid-Wales).